# Полониймагний
Полониймагний — бинарное неорганическое соединение,
полония и магния
с формулой MgPo,
серые кристаллы.

## Получение
- Сплавление стехиометрических количеств чистых веществ[2]:

{\displaystyle {\mathsf {Po+Mg\ {\xrightarrow {T}}\ MgPo}}}

## Физические свойства
Полониймагний образует серые кристаллы
гексагональной сингонии,
пространственная группа P 63/mmc,
параметры ячейки a = 0,4345 нм, c = 0,7077 нм, Z = 2,
структура типа арсенида никеля NiAs
.